# 回路 (映画)
『回路』（かいろ）は、2001年の日本のホラー映画。キャッチコピーは「幽霊に会いたいですか？」。
2001年に、カンヌ国際映画祭のある視点部門に出品され、国際映画批評家連盟賞を受賞。DVDは同年8月24日発売。
2006年にはアメリカ・リメイク版『パルス』が公開された。『パルス』は更に、アメリカで『2』『3』と続編も作られた。

## あらすじ
観葉植物販売会社「サニープラント販売」で同僚の田口が自殺してからというもの、工藤ミチの周辺では身近な人たちが次々と黒い影を残し姿を消していってしまった。
同じ頃、大学生の川島亮介は、ウラヌスというプロバイダでパソコンで噂で聞いていた「幽霊に会いたいですか」と問う奇妙なサイトにアクセスしてしまう。
次々と黒い影を残し消える人たち。不気味に変容しはじめる世界。亮介が思いを寄せていた唐沢春江も不可解な行動をとり始める。
赤いテープに囲われたアパートのドアを見つめて佇む作業員が何かをしてしまったことが始りのようだった。
親しいものたちが消えてゆき日常が崩壊していく中、ミチと亮介は出会い、共に逃避しようとするが寸前、亮介にも危険が及んでしまう。ミチはそれでも亮介を連れ、幽かな希望を目指して船出するのだった。

## キャスト
- 川島亮介：加藤晴彦
- 工藤ミチ：麻生久美子
- 唐沢春江：小雪
- 佐々木順子：有坂来瞳
- 矢部俊夫：松尾政寿
- 社長：菅田俊
- 田口：水橋研二
- 幽霊：塩野谷正幸
- 髪の長い女：一条かおり
- 学生：高野八誠
- 学生：高島郷
- 学生：結城淳
- 森下能幸
- 袋の男：丹治匠
- 工事現場の作業員：哀川翔
- TVアナウンサー：長谷川憲司
- 幽霊：北村明子
- 泥人間：小野輝男
- 幽霊：基常結子
- 幽霊：狸穴善五郎
- 幽霊：安田理央
- ミチの母親：風吹ジュン
- 吉崎：武田真治
- 船長：役所広司

## スタッフ
- 脚本・監督：黒沢清
- 照明：豊見山明長
- 録音：井家眞紀夫
- 美術：丸尾知之
- 衣裳：森田流水
- 特殊視覚効果：浅野秀二
- 特殊造形：松井裕一
- 絵画造形：中川理仁、光山照行、張康凌
- 助監督：吉村達矢、毛利安孝、稲葉博文、古澤健
- スクリプター：小山三樹子
- 協力プロデューサー：神野智
- プロデューサー：清水俊、奥田誠治、井上健、下田淳行
- 製作協力：ツインズジャパン

## 関連事項
- カリスマ (映画) - 役所広司の役柄がリンクしている。